# Caradrina bolivari
Caradrina bolivari är en fjärilsart som beskrevs av Fernández 1929. Caradrina bolivari ingår i släktet Caradrina och familjen nattflyn. Inga underarter finns listade i Catalogue of Life.